# Apfelblutlaus
Die Apfelblutlaus (Eriosoma lanigerum) ist eine Pflanzenlaus aus der Familie der Röhrenblattläuse (Aphididae). Sie stammt ursprünglich aus Nordamerika, wurde jedoch durch den Menschen in verschiedene Erdteile eingeschleppt, wie etwa nach Europa und Neuseeland. 

## Merkmale
Die weit häufigeren, ungeflügelten adulten Tiere werden etwa 1,8 Millimeter lang und sind dunkelbraun bis dunkel-violettstichig gefärbt. Ihre Siphone (Siphunculi) sind sehr kurz und fast nicht erkennbar. Der Körper der Tiere, die über der Erde leben, ist mit langen, weißen, wollähnlichen Wachsfäden bedeckt. Die unter der Erde lebenden Tiere sind mit weißlich-blauen Wachspartikeln besetzt. Die geflügelten Imagines sind geringfügig größer als die ungeflügelten, matt blaugrau bis schwarz gefärbt und nur leicht mit Wachsausscheidungen bedeckt. Die Vorderflügel sind durchsichtig, deren Adern besitzen auf der Vorderseite charakteristische kräftige, dunkle Adern. 
Die Nymphen haben einen langgestreckten und leicht abgeflachten Körper, sind blassgrau bis rötlichbraun gefärbt und produzieren nach und nach während ihrer Entwicklung bläulich-weiße Wachsausscheidungen. Die Tiere sind anfangs etwa 0,6 Millimeter lang und erreichen 1,3 Millimeter im letzten Stadium. Ihr sehr markanter Saugrüssel ist zumindest gleich lang wie ihr Körper. 
Die ovalen Eier sind 0,3 Millimeter lang, braun bis violettstichig gefärbt und sind ebenso mit Wachs überzogen. 

## Lebensweise
In Nordamerika, wo man auch eine sexuelle Reproduktion beobachten kann, findet man die Tiere vor allem auf Amerikanischer Ulme (Ulmus americana). In Europa vermehrt sich die Art fast ausschließlich parthenogenetisch und lebt an Äpfeln (Malus). Man kann die Art auch an Quitte (Cydonia oblonga) und selten auch an Birnen (Pyrus) finden. Imagines wie Nymphen saugen Pflanzensaft von jungen, ein bis dreijährigen Trieben, aber auch an Verletzungen alter Äste und des Stammes. Sie saugen nicht an Blättern. 
Die Art überwintert normalerweise als Nymphe an den Wurzeln der Wirtspflanzen, ein bis zwei Meter unter der Erde. Nymphen und auch Imagines können in milden Wintern aber auch oberirdisch an gut geschützten Plätzen überleben. Bei hoher Populationsdichte überwintern die Tiere mitunter auch als Ei in Rindenritzen. Von März bis April beginnen die ungeflügelten Weibchen lebende Nymphen zu gebären. Insgesamt werden bis zum Herbst etwa 100 bis 120 Nachkommen gezeugt, wobei geflügelte Weibchen nur dann auftreten, wenn Kolonien, meist ab Juli, überbevölkert sind. Es treten dabei 10 bis 12 Generationen pro Jahr auf. Im ersten Stadium sind die Nymphen sehr aktiv und können so von den Wurzeln in die oberirdischen Partien der Pflanzen bzw. umgekehrt wandern. Sie können aber auch durch äußere Einflüsse, wie Wind oder durch andere Tiere auf andere Wirtspflanzen transportiert werden. Die Tiere durchleben vier Nymphenstadien, bevor sie sich zur Imago häuten. Im Herbst entwickelt sich ein Teil der Nymphen zu ungeflügelten Männchen, die sich mit ungeflügelten Weibchen paaren. Diese legen dann jeweils ein einzelnes, verhältnismäßig großes Ei ab. Wann eine sexuelle Fortpflanzung stattfindet, ist noch nicht hinreichend geklärt; sie scheint jedoch nur in Ausnahmefällen an Apfelbäumen stattzufinden, in der Regel erfolgt sie an Amerikanischer Ulme.

## Wirtschaftliche Bedeutung und Bekämpfung
Das Saugen der Tiere verursacht Pflanzengallen und holzige Auswüchse. Starker Befall an den Wurzeln kann diese zum Absterben bringen, was in weiterer Folge das Wachstum der Pflanzen beeinträchtigt. Junge Bäume können mitunter auch absterben, ältere Bäume werden hingegen kaum beeinträchtigt. Durch das Aufbrechen der Gallen können verstärkt Pilzinfektionen und andere Pflanzenkrankheiten auftreten. Auch können die Früchte an Apfelbäumen durch Besiedlung des Stängels und durch Wachs- und Honigtauausscheidungen in Mitleidenschaft gezogen werden, wodurch der Verkaufswert sinkt. 
Für gewöhnlich ist eine Bekämpfung nur bei starkem Befall und dadurch befürchteten Schäden erforderlich. Insektizide gegen die Apfelblutlaus gibt es unter anderem auf Basis von Dimethoat, Endosulfan, Chlorpyrifos oder Methylparathion. Dabei kann nur der Befall auf den oberirdischen Pflanzenteilen behandelt werden, die Bekämpfung der Tiere an den Wurzeln ist nicht möglich. 

## Natürliche Feinde
Die Larven der Blutlaus-Zehrwespe (Aphelinus mali), eine Erzwespen-Art, entwickeln sich parasitisch in Apfelblutläusen. Sie sind jedoch gegenüber Insektiziden sehr empfindlich und treten deswegen nicht in landwirtschaftlichen Plantagen auf. Daneben gibt es eine Reihe von verschiedenen unter anderem räuberisch von Läusen lebenden Feinden, wie etwa Marienkäfer, Florfliegen- und Schwebfliegenlarven.